# Moulouya
Moulouya (arabiska: وادي ملوية), är en 515 km lång flod i nordöstra Marocko. Den rinner upp i Jebel Ayachi i Mellanatlasbergen och mynnar i Medelhavet väster om Saidia. Det finns fördämningar vid Barrage Hassan II och Barrage Mohammed V.